# Alberto Barrion
Alberto Tomas Barrion (14 november 1951) is een Filipijns wetenschapper die wordt beschouwd als een van de belangrijkste entomologen van Azië. Hij is echter met name actief op het terrein van de arachnologie. Zo beschreef hij, meestal samen met zijn landgenoot James Litsinger, zeker 8 geslachten en ruim 270 soorten spinnen. Samen met hem was hij ook verantwoordelijk voor de herclassificatie van 28 andere soorten.
Barrion had altijd veel belangstelling voor spinnen. Van 1977 tot 2000 was hij werkzaam aan het International Rice Research Institute (IRRI) in Manilla, waar hij onderzoek deed naar het op natuurlijke wijze bestrijden van rijstparasieten. Hij ontdekte dat met name spinnen hiervoor zeer geschikt waren, omdat zij de schadelijke insecten opvraten. Sinds 2000 is Barrion verantwoordelijk voor de Consultative Group on International Agricultural Research (CGIAR), een internationaal instituut dat zich voornamelijk bezighoudt met het bestrijden van plagen in de landbouw. Ook dit instituut bepleit het inzetten van natuurlijke vijanden bij het bestrijden van plagen, in plaats van het inzetten van chemische bestrijdingsmiddelen.

## Beschreven soorten
Samen met James Litsinger beschreef hij onder andere de volgende spinnensoorten.
- Acusilas dahoneus BARRION & LITSINGER 1995
- Araneus dospinolongus BARRION & LITSINGER 1995
- Araneus santacruziensis BARRION & LITSINGER 1995
- Araneus tatsulokeus BARRION & LITSINGER 1995
- Araneus tinikdikitus BARRION & LITSINGER 1995
- Argiope sapoa BARRION & LITSINGER 1995
- Cheiracanthium catindigae BARRION & LITSINGER 1995
- Cheiracanthium daquilium BARRION & LITSINGER 1995
- Cheiracanthium itakeum BARRION & LITSINGER 1995
- Cheiracanthium ligawsolanum BARRION & LITSINGER 1995
- Cheiracanthium liplikeum BARRION & LITSINGER 1995
- Clubiona bukaea BARRION & LITSINGER 1995
- Clubiona charleneae BARRION & LITSINGER 1995
- Clubiona dikita BARRION & LITSINGER 1995
- Clubiona gallagheri BARRION & LITSINGER 1995
- Clubiona krisisensis BARRION & LITSINGER 1995
- Clubiona leonilae BARRION & LITSINGER 1995
- Clubiona pahilistapyasea BARRION & LITSINGER 1995
- Coleosoma caliothripsum BARRION & LITSINGER 1995
- Cyclosa baakea BARRION & LITSINGER 1995
- Cyclosa banawensis BARRION & LITSINGER 1995
- Cyclosa dosbukolea BARRION & LITSINGER 1995
- Cyclosa ipilea BARRION & LITSINGER 1995
- Cyclosa krusa BARRION & LITSINGER 1995
- Cyclosa otsomarka BARRION & LITSINGER 1995
- Cyclosa parangmulmeinensis BARRION & LITSINGER 1995
- Cyclosa parangtarugoa BARRION & LITSINGER 1995
- Cyclosa saismarka BARRION & LITSINGER 1995
- Cyrtarachne tuladepilachna BARRION & LITSINGER 1995
- Cyrtophora koronadalensis BARRION & LITSINGER 1995
- Cyrtophora parangexanthematica BARRION & LITSINGER 1995
- Enoplognatha apaya BARRION & LITSINGER 1995
- Enoplognatha cariasoi BARRION & LITSINGER 1995
- Enoplognatha kalaykayina BARRION & LITSINGER 1995
- Enoplognatha malapahabanda BARRION & LITSINGER 1995
- Enoplognatha maysanga  BARRION & LITSINGER 1995
- Enoplognatha philippinensis  BARRION & LITSINGER 1995
- Enoplognatha pulatuberculata BARRION & LITSINGER 1995
- Enoplognatha tuybaana  BARRION & LITSINGER 1995
- Enoplognatha yelpantrapensis BARRION & LITSINGER 1995
- Gasteracantha janopol BARRION & LITSINGER 1995
- Gasteracantha parangdiadesmia BARRION & LITSINGER 1995
- Gea zaragosa BARRION & LITSINGER 1995
- Koppe tinikitkita BARRION & LITSINGER 1995
- Larinia parangmata BARRION & LITSINGER 1995
- Lysiteles boteus BARRION & LITSINGER 1995
- Lysiteles magkalapitus BARRION & LITSINGER 1995
- Lysiteles sorsogonensis BARRION & LITSINGER 1995
- Lysiteles suwertikos BARRION & LITSINGER 1995
- Lysiteles umalii BARRION & LITSINGER 1995
- Medmassa kltina BARRION & LITSINGER 1995
- Myrmarachne caliraya BARRION & LITSINGER 1995
- Myrmarachne corpuzrarosae BARRION & LITSINGER 1995
- Myrmarachne markaha BARRION & LITSINGER 1995
- Myrmarachne onceana BARRION & LITSINGER 1995
- Myrmarachne pinakapalea BARRION & LITSINGER 1995
- Myrmarachne pinoysorum BARRION & LITSINGER 1995
- Myrmarachne vulgarisa BARRION & LITSINGER 1995
- Neoscona dostinikea BARRION & LITSINGER 1995
- Neoscona oriemindoroana BARRION & LITSINGER 1995
- Neoscona usbonga BARRION & LITSINGER 1995
- Neoscona yptinika BARRION & LITSINGER 1995
- Nusatidia manipisea BARRION & LITSINGER 1995
- Oxyopes aspirasi BARRION & LITSINGER 1995
- Oxyopes bikakaeus BARRION & LITSINGER 1995
- Oxyopes delmonteensis BARRION & LITSINGER 1995
- Oxyopes matiensis BARRION & LITSINGER 1995
- Oxyopes pingasus BARRION & LITSINGER 1995
- Oxyopes tiengianensis BARRION & LITSINGER 1995
- Singa hilira BARRION & LITSINGER 1995
- Systaria leoi BARRION & LITSINGER 1995
- Thiania viscaensis BARRION & LITSINGER 1995
- Tukaraneus mahabaeus BARRION & LITSINGER 1995
- Tukaraneus palawanensis BARRION & LITSINGER 1995
- Tukaraneus patulisus BARRION & LITSINGER 1995
- Yamia bundokalbo BARRION & LITSINGER 1995